# 东海大学福冈短期大学
东海大学福冈短期大学（日语：／ Tōkai Daigaku Fukuoka Tanki Daigaku *）是過去一所位于日本福冈县宗像市的私立短期大学。

## 概要

### 简介
- 学校最早可以追溯到1966年成立的东海大学福冈教养部[1]。短期大学为于1990年开办[1]、由学校法人东海大学经营[2]。为男女同校[3]。

### 历史
- 1990年 东海大学福冈短期大学成立并同时设置两个学科、以下列举[1]。
  - 信息处理学科
  - 国际文化学科
- 2018年 停辦。

### 宪章
- 请参看东海大学福冈短期大学的标志 （日語） 2014年5月18日阅览。

## 学校环境
- 校区：在福冈县宗像市

## 历任校长
- 唐津一：第一代短期大学校长[4]。
- 神山高行：现在短期大学校长[5]

## 组织

### 学科
- 信息处理学科
- 国际文化学科

### 专科
| - 没有 |

### 业余课程
| - 没有 |

### 附属机关
| - 图书馆 - 旅游文化研究所 |

## 相关链接
- 日本短期大学列表
- 东海大学短期大学部
- 东海大学工艺短期大学：停办於1980年。
- 东海大学医疗技术短期大学